# یواس‌اس کلامور (ای‌ام-۱۶۰)
یواس‌اس کلامور (ای‌ام-۱۶۰) (به انگلیسی: USS Clamour (AM-160)) یک کشتی بود که طول آن ۱۸۴ فوت ۶ اینچ (۵۶٫۲۴ متر) بود. این کشتی در سال ۱۹۴۲ ساخته شد.